# Steve Preeg
Steven M. Preeg (* 14. Dezember 1970 in Sacramento, Kalifornien) ist ein US-amerikanischer Spezialeffektkünstler, der 2009 für Der seltsame Fall des Benjamin Button den Oscar in der Kategorie Beste visuelle Effekte erhielt.

## Leben
Preeg studierte an der University of California, Santa Barbara und schloss sein Studium als Bachelor of Science im Bereich Maschinenbau ab. Bei dem ersten Spielfilm, Der Rasenmäher-Mann 2 – Beyond Cyberspace, für den er im Bereich visuelle Effekte tätig war, arbeitete er für die Firma Shockwave Entertainment. Es folgten Filme wie Beowulf, Final Fantasy: Die Mächte in dir und Der Herr der Ringe: Die Rückkehr des Königs.
2004 war er erstmals für das Visual Effects Unternehmen Digital Domain tätig. Für das Unternehmen arbeitete er an Filmen wie I, Robot, Pirates of the Caribbean – Am Ende der Welt und Der seltsame Fall des Benjamin Button, für den er 2009 zusammen mit Eric Barba, Burt Dalton und Craig Barron den Oscar in der Kategorie Beste visuelle Effekte erhielt.
Er ist Mitglied der Academy of Motion Picture Arts and Sciences.

## Filmografie
- 1996: Der Rasenmäher-Mann 2 – Beyond Cyberspace (Lawnmower Man 2: Beyond Cyberspace)
- 1997: The Visitor – Die Flucht aus dem All (The Visitor) (2 Folgen)
- 1998: Richie Rich – Die Wunschmaschine (Ri¢hie Ri¢h's Christmas Wish)
- 1999: Beowulf
- 2001: Final Fantasy: Die Mächte in dir (Final Fantasy: The Spirits Within)
- 2002: Der Herr der Ringe: Die zwei Türme (The Lord of the Rings: The Two Towers)
- 2003: Animatrix – Der letzte Flug der Osiris (Final Flight of the Osiris)
- 2003. Der Herr der Ringe: Die Rückkehr des Königs (The Lord of the Rings: The Return of the King)
- 2004: I, Robot
- 2005: King Kong
- 2006: Flags of Our Fathers
- 2007: Pirates of the Caribbean – Am Ende der Welt (Pirates of the Caribbean: At World's End)
- 2008: Der seltsame Fall des Benjamin Button (The Curious Case of Benjamin Button)
- 2010: Tron: Legacy
- 2011: Verblendung (The Girl with the Dragon Tattoo)
- 2013: Oblivion
- 2014: Gone Girl – Das perfekte Opfer (Gone Girl)
- 2017: Die Schöne und das Biest
- 2019: Cats
- 2022: Chip und Chap: Die Ritter des Rechts